# Dubovec (Rimavská Sobota)
Dubovec es un municipio de Eslovaquia situado en el distrito de Rimavská Sobota, en la región de Banská Bystrica. Tiene una población estimada, a fines de 2020, de 533 habitantes.

## Historia
Su primera mención en registros históricos data de 1260.
La localidad fue anexada por el Reino de Hungría tras el primer arbitraje de Viena, el 2 de noviembre de 1938. En 1938, la localidad contaba 639 habitantes, de los cuales 9 eran de origen judío. Entre 1938 y 1945, el topónimo húngaro Dobóca estuvo en uso. Con la liberación, el municipio fue reintegrado a la Checoslovaquia reconstituida.

## Demografía
| Año        | 1994 | 2004     | 2014    | 2024    |
| ---------- | ---- | -------- | ------- | ------- |
| Población  | 463  | 546      | 551     | 517     |
| Diferencia |      | +17,92 % | +0,91 % | −6,17 % |

| Año        | 2023 | 2024    |
| ---------- | ---- | ------- |
| Población  | 497  | 517     |
| Diferencia |      | +4,02 % |